# Strand, Strömsunds kommun
Strand är en småort i Ströms distrikt (Ströms socken) i Strömsunds kommun i Jämtlands län. Strand ligger knappt 1 mil nordnordväst om centralorten Strömsund.

## Personer från orten
- Lars Theodor Jonsson – skidlöpare,  bodde i Strand under sin ungdom
- Nils Bååthe – sjömanspräst